# Carlo Gaetano Stampa
Carlo Gaetano Stampa (Milán, 1 de noviembre de 1667-ibídem, 23 de diciembre de 1742) fue un eclesiástico y diplomático italiano, nuncio, arzobispo de Milán y cardenal. 

## Biografía
Hijo de Cristierno Stampa, conde del Sacro Imperio, y de Giustina Borromeo, hija de los condes de Arona y hermana del cardenal Gilberto Borromeo, a los doce años marchó a estudiar filosofía y teología en el Seminario Romano, para doctorarse en derecho civil y canónico en la Universidad de Pavía en 1698 y ser admitido al año siguiente en el Colegio de Abogados de Milán. 
Encaminado a la carrera eclesiástica, en 1693 fue nombrado abad comendatario de San Antonio en Valenza, y en 1703 se estableció en Roma, donde ofició como canciller privado del papa Clemente XI y referendario del Tribunal Supremo de la Signatura Apostólica. 
Fue vicelegado en la Romaña, gobernador de Spoleto y de Ancona. 
Elegido arzobispo titular de Calcedonia en 1717 y consagrado al año siguiente, se desempeñó como nuncio apostólico en Toscana entre 1718-20 y en Venecia en 1720-35, y en 1737 fue nombrado arzobispo de Milán en sucesión de Benedetto Erba Odescalchi. Clemente XII le creó cardenal en el consistorio de febrero de 1739, en cuya dignidad participó en el cónclave de 1740 en que fue elegido papa Benedicto XIV; poco después recibió el capelo y el título de SS. Bonifacio y Alejo.
Fallecido repentinamente en 1742 a los 75 años de edad, su cuerpo fue sepultado en la catedral de Milán; su corazón fue depositado en la iglesia de Tromello.

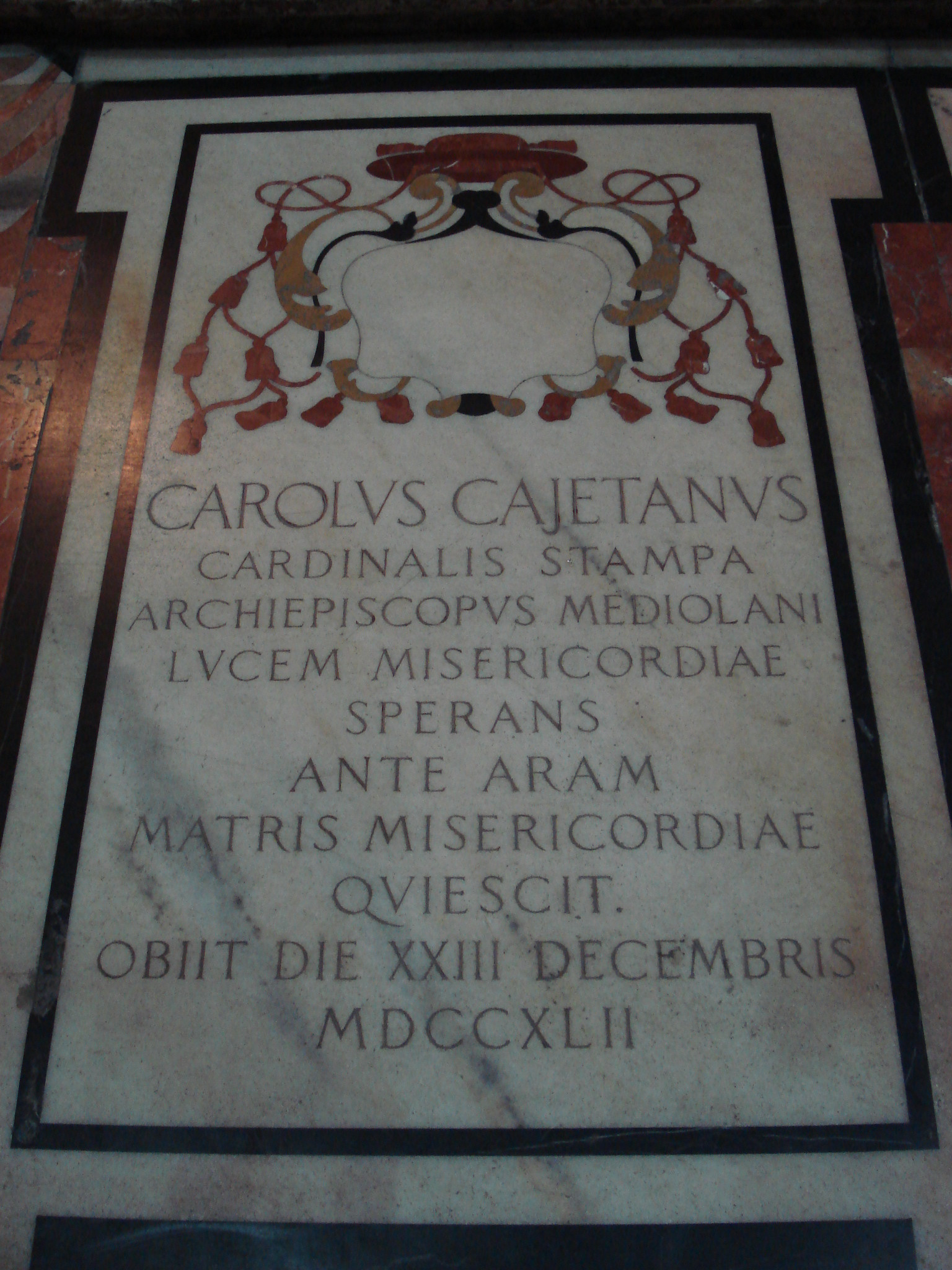
Sepultura del cardenal Stampa en la catedral de Milán.